# Lindera tessellatella
Lindera tessellatella är en fjärilsart som beskrevs av Blanchard 1852. Lindera tessellatella ingår i släktet Lindera och familjen äkta malar. Inga underarter finns listade i Catalogue of Life.